# Tecámac
Tecámac är en kommun i Mexiko. Den ligger i delstaten Mexiko, i den centrala delen av landet, cirka 25 kilometer nordost om huvudstaden Mexico City. Huvudorten i kommunen är Tecámac de Felipe Villanueva, medan den klart största staden befolkningsmässigt är Ojo de Agua. Tecámac ingår i Mexico Citys storstadsområde
Kommunen har en area på 157.34 kvadratkilometer och hade 364 579 invånare vid folkmätningen 2010.